# Скиту Делени (Олт)
Скиту Делени (рум. Schitu Deleni) насеље је у Румунији у округу Олт у општини Теслуј. Oпштина се налази на надморској висини од 182 m.

## Становништво
Према подацима из 2002. године у насељу је живело 195 становника, од којих су сви румунске националности.